# وليام ترافيس
ويليام باريت «باك» ترافيس (بالإنجليزية: William Barret Travis )‏ (1 أغسطس 1809 - 6 مارس 1836)، محامي وجندي أمريكي من القرن التاسع عشر. كان برتبة مقدم في جيش تكساس وهو في سن ال 26. توفي في معركة آلامو خلال ثورة تكساس. سميت مقاطعة ترافيس ومتنزه ترافيس عليه لكونه قائد جمهورية تكساس في معركة آلامو.

## روابط خارجية
- وليام ترافيس على موقع الموسوعة البريطانية (الإنجليزية)